# Upton, Leicestershire
Upton är en by i civil parish Sheepy, i distriktet Hinckley and Bosworth, i grevskapet Leicestershire i England. Byn är belägen 6 km från Market Bosworth. Upton var en civil parish 1866–1935 när blev den en del av Sheepy. Civil parish hade 104 invånare år 1931.